# Розпашне
Розпашне́ — село в Україні, у Чутівській селищній громаді Полтавського району Полтавської області. Населення становить 353 осіб. До 2020 орган місцевого самоврядування — Василівська сільська рада.

## Географія
Село Розпашне́ примикає до села Василівка. По селу протікає пересихаючий струмок з загатою.

## Історія
12 червня 2020 року, відповідно до розпорядження Кабінету Міністрів України № 721-р «Про визначення адміністративних центрів та затвердження територій територіальних громад Полтавської області», село увійшло до складу Чутівської селищної громади.
19 липня 2020 року, в результаті адміністративно — територіальної реформи та ліквідації Чутівського району, село увійшло до складу новоутвореного Полтавського району.